# Parahyparrhenia
Parahyparrhenia är ett släkte av gräs. Parahyparrhenia ingår i familjen gräs.
Kladogram enligt Catalogue of Life:
| Parahyparrhenia | \| \| Parahyparrhenia annua \| \| \| \| \| \| Parahyparrhenia bellariensis \| \| \| \| \| \| Parahyparrhenia laegaardii \| \| \| \| \| \| Parahyparrhenia perennis \| \| \| \| \| \| Parahyparrhenia siamensis \| \| \| \| \| \| Parahyparrhenia tridentata \| \| \| \| |
|                 | \| \| Parahyparrhenia annua \| \| \| \| \| \| Parahyparrhenia bellariensis \| \| \| \| \| \| Parahyparrhenia laegaardii \| \| \| \| \| \| Parahyparrhenia perennis \| \| \| \| \| \| Parahyparrhenia siamensis \| \| \| \| \| \| Parahyparrhenia tridentata \| \| \| \| |
|                 | Parahyparrhenia annua |
|                 | |
|                 | Parahyparrhenia bellariensis |
|                 | |
|                 | Parahyparrhenia laegaardii |
|                 | |
|                 | Parahyparrhenia perennis |
|                 | |
|                 | Parahyparrhenia siamensis |
|                 | |
|                 | Parahyparrhenia tridentata |
|                 | |